# Epistolario (Ambrogio)
L'Epistolario (in latino Epistulae) di Ambrogio di Milano, dottore della Chiesa, consiste nella raccolta della corrispondenza del vescovo meneghino, per un totale di 91 lettere, 77 delle quali sono raccolte in 10 libri.

## Descrizione
Le epistulae, che sembrano imitare la disposizione dell'epistolario di Plinio il Giovane, trattano di questioni pastorali e di carattere esegetico ed offrono testimonianze primarie sul contesto storico e culturale del mondo romano del IV secolo.
Tra tutte le lettere, emergono l'Epistula 21, il Sermo contra Auxentium de basilicis tradendis, le Epistulae 17-18, che contengono il dibattito con Quinto Aurelio Simmaco sul ripristino nell'aula del Senato dell'altare della Vittoria e l'Epistula a Teodosio dopo l'eccidio di Tessalonica.